# 仁川チャイナタウン

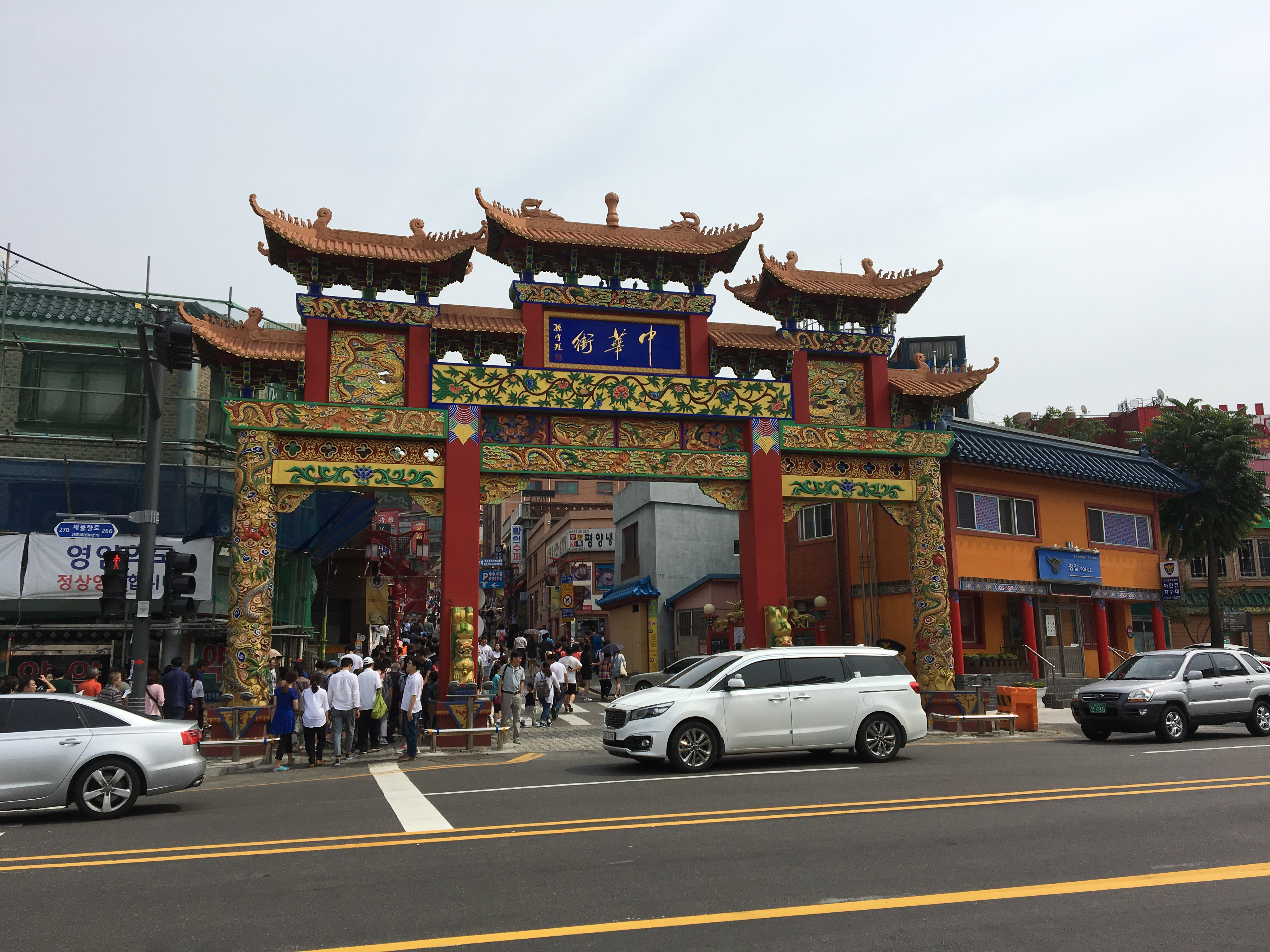
牌楼

仁川チャイナタウン（インチョン・チャイナタウン、朝鮮語: 인천 차이나타운）は大韓民国唯一の公式に認められたチャイナタウンである。仁川広域市の中区に位置し、1884年に設立された。韓国最大のチャイナタウンを称しており、高さ11メートルの中国式の入口である牌楼（牌坊）を備えている。2007年現在、仁川チャイナタウンには民族的な中国人はほとんど住んでいない。仁川チャイナタウンには多数の料理店や娯楽施設がある。

## 歴史

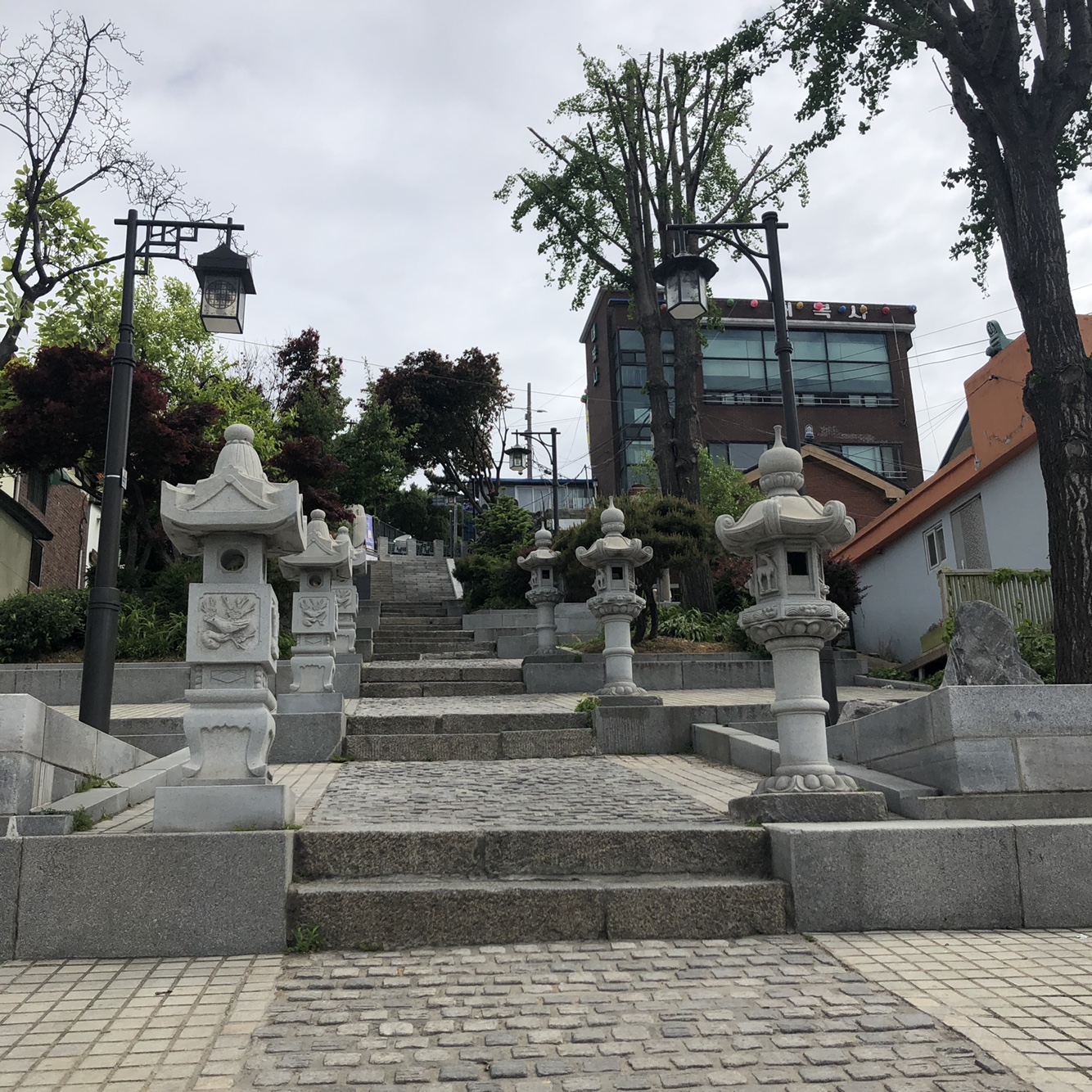
かつて清国租界と日本租界の境界をなしていた階段

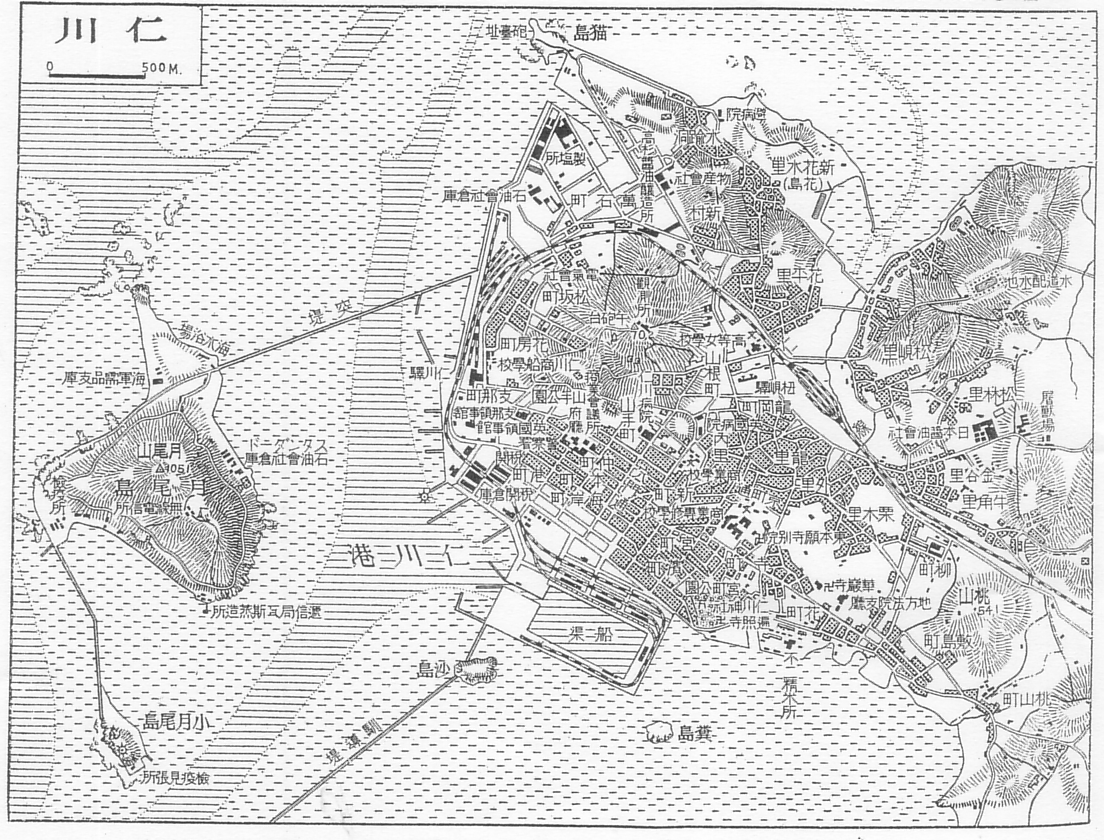
1930年ごろの仁川の地図。「支那町」と記されている

仁川チャイナタウンの歴史は100年を越える。第1世代の伝統的な文化がすべて保存されているわけではないが、この地域は今も多くの中国の香りを宿している。
仁川は19世紀末に開港してより、親中国的な都市になった。1882年に清と中朝商民水陸貿易章程を結んで以来、朝鮮は清と現代的な貿易関係を開始した。翌1883年に済物浦が開港するとともに、今の仁川チャイナタウンの地域は清の治外法権を持つ土地に指定された。その後、仁川の華僑社会は1885年に「清国専管租界」を設立することによって本格的にはじまった。1883年の記録では中国人は63人が住んでいたが、1年後には235人、1892年には637人、1900年代はじめには1000人ほどに増加した。
1971年、大韓民国政府は外国人が世帯あたり200坪以下の住宅1戸と50坪以下の店舗1戸だけを保有することができるとする「外国人の土地取得および管理に関する法律」を施行した。これによって華僑の運営する大規模なレストランや自営業は大きな打撃を被り、共和春のような大型レストランは閉店し、この後は零細な規模の店のみになった。政府による各種の規制によって、華僑は韓国を離れてアメリカ合衆国や台湾へ移住し、華僑の人口は減少した。
1970年代なかばから1980年代末にかけてチャイナタウンはさびれていった。仁川港の旅客ターミナルや魚市場などが移転したために商圏を失った。
中華人民共和国との国交が結ばれた1990年代後半にチャイナタウンが復興された。2001年に文化観光部がチャイナタウンを観光特区に指定して近代文化財を再整備してから観光地として知られるようになった。
2015年現在、仁川に住む華僑の人口は5万人である。仁川チャイナタウンは韓国と中国の関係を改善した。2016年、仁川チャイナタウンの道路の名前は中国の有名な道路や都市の名前に変えられた。現在のチャイナタウンに住む中国人の大部分は初期の華僑の2世または3世である。

## 見どころ

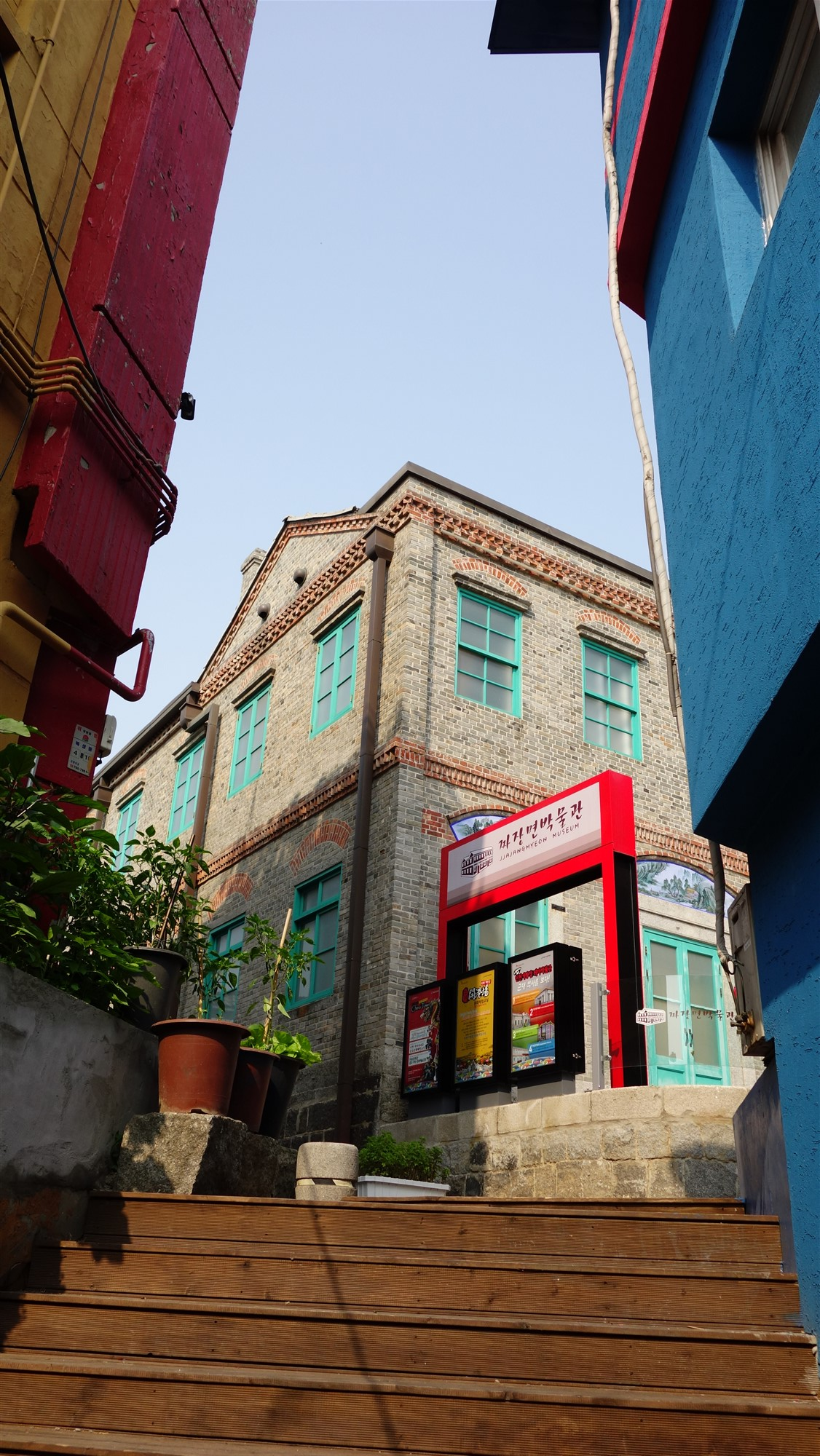
仁川チャイナタウンの建物

仁川チャイナタウンはさまざまな料理や娯楽を提供する。酢豚、海鮮と野菜のからしソースあえ（ヤンジャンピ）、黒豆ソースの麺（チャジャンミョン）、フォーチュン・クッキー、月餅、コンガルパンなどのさまざまな料理がある。共和春はこの地域でもっとも有名な中華料理店である。月餅は中国で中秋節を象徴する食べ物である。コンガルパンは中国式のパンの一種で、中は空になっており、外側だけが膨張している。
また、チャイナドレス、古い陶磁器、伝統的な茶、宝石、アクセサリー、茶碗セットなどを売っている。観光スポットとしては牌楼（入口の門）、義善堂（道教の寺院）、三国志演義の壁画、韓中文化館などがある。仁川チャイナタウンは仁川自由公園、松月洞童話村、月尾島などに近い。

### 中国関係の施設
中国に関係する施設は多い。華僑中山学校、海岸天主教、韓中文化館、三国志演義の壁画、中国語村文化体験館などがある。海外華僑のための学校は1934年に建設された石造りの建物の2階にある。海岸天主教は現在はカトリック教会の教育用に使われている。韓中文化館は2005年に設立され、韓国と中国の歴史と文化の交流のために主要な役割を果たしている。三国志演義の壁画は道の両側が壁画とタイルで飾られており、『三国志演義』の重要な場面を説明している。

### 日本関係の施設
日本に関係する施設もある。かつての日本領事館、第一銀行、十八銀行、五十八銀行の支店跡、虹霓（アーチ）がある。

## 関連文献
- Yi Jung-hee. A Country Without a Chinatown, Joseon Ilbo, 2000
- Yang Phil-seoung. 2004. A country without a Chinatown: Yesterday and Today in the Overseas Chinese Economy of Korea.